# Everybody's Gone to the Rapture
Everybody's Gone to the Rapture è un videogioco d'avventura in prima persona sviluppato da The Chinese Room e da Santa Monica Studio. È ambientato in un piccolo paese di campagna nel quale tutti gli abitanti sono misteriosamente scomparsi. È considerato il seguito spirituale di Dear Esther, anche questo sviluppato da The Chinese Room.
È stato pubblicato da Sony Computer Entertainment l'11 agosto 2015 per PlayStation 4, mentre la versione per Microsoft Windows è stata distribuita il 14 aprile 2016.

## Trama
Il gioco è ambientato nel 1989, in una fittizia cittadina inglese chiamata Yaughton nello Shropshire. Ci sono cinque aree nel gioco, ognuna di esse dedicata ad uno dei personaggi secondari: Jeremy, Wendy, Frank e Lizzie. I protagonisti dell'avventura sono la dottoressa Katherine Collins e suo marito Stephen Appleton, entrambi scienziati presso l'osservatorio della città. Mentre lavorano, Stephen e Kate trovano delle strane luci nel cielo notturno e capiscono che si tratta di una forma di vita sconosciuta. La luce infetta e uccide gli animali prima di colpire gli uomini. Kate capisce che la strana forma di vita sta cercando di comunicare con gli umani, ignorando però il dolore che provoca loro. Così decide di chiudersi nell'osservatorio per provare a comunicare a sua volta.
Nel frattempo, Stephen capisce che la luce è pericolosa e capace di distruggere l'intera razza umana. La maggior parte della città viene contagiata: la luce colpisce come un tumore cerebrale che porta alla morte e in seguito riduce in cenere le persone, facendole sparire. Stephen così decide di avvisare le autorità per mettere in quarantena il posto, ma la luce si adatta anche a questo e impara a muoversi non più con il solo contatto umano, ma anche attraverso le linee telefoniche, le onde radio e la televisione. Stephen decide quindi richiedere lo sterminio dell'intero villaggio per bloccare l'avanzata della luce e si chiude in un bunker per accertarsi che non ci siano sopravvissuti dopo il bombardamento a gas aereo. Tre ore dopo l'attacco Stephen cerca di contattare il mondo esterno ma, non riuscendoci, capisce che probabilmente la luce ha infettato  l'intero pianeta. Quando la luce arriva anche da lui, egli preferisce darsi fuoco che farsi contagiare cospargendosi di benzina.
Prima di morire però, Stephen vede nella luce la sagoma di Kate. Nella parte finale del gioco si scopre che Kate è riuscita finalmente a comunicare con la luce il cui scopo non era la distruzione ma di riunire insieme le persone, le quali da quel momento potranno stare insieme, ognuno con la sua controparte senza che nessuno resti solo. Quando la luce si avvicina a Kate, lei afferma di essere convinta che la luce stessa sia la sua controparte.

## Modalità di gioco
Lo stile di gioco è minimale, lo scopo del giocatore è di visitare una cittadina inglese nella quale tutti gli abitanti sono scomparsi, provare a capire ciò che è successo e perché la città sia deserta. Il giocatore si limita a camminare o correre ma può interagire con diversi oggetti all'interno del gioco come radio, porte, interruttori e telefoni.
Può inoltre manipolare degli strani vortici luminosi, che quando sono allineati con un punto specifico dello spazio circostante sbloccano delle sequenze legate al posto in cui ci si trova. Le sequenze sono recitate nel mondo di gioco da attori che appaiono sotto forma di tracce luminose generate dai vortici stessi. Attraverso queste azioni il giocatore potrà assistere agli ultimi momenti di vita degli abitanti della cittadina e seguire i loro intrecci amorosi, i lutti e la graduale presa di coscienza sulla natura della luce, il fenomeno che ha portato alla sparizione dell'intero villaggio. 
Gli sviluppatori hanno descritto il gioco come simile a Dear Esther, incentrato sulla trama, ma molto più grande e meno lineare.
È inoltre molto più dinamico rispetto a Dear Esther perché il mondo risponde ai comandi del giocatore e le sue azioni hanno effetti sulla narrazione.

## Sviluppo
Durante lo sviluppo di Dear Esther il team voleva aggiungere al gioco degli elementi interattivi, ma quando questo si è rivelato irrealizzabile  ha avuto l'idea per la realizzazione di Everybody's Gone to the Rapture. Il team ha dichiarato che senza l'appoggio di Sony non sarebbe riuscito a ottenere i fondi necessari per lo sviluppo del gioco. Infatti, inizialmente l'idea era quella di ottenere il denaro necessario attraverso Kickstarter e una versione Alpha del titolo, ma i guadagni risultavano insufficienti.
Gli sviluppatori per creare il titolo hanno preso ispirazione da storie scientifiche e apocalittiche inglesi degli anni '50 come 'La morte dell'erba' di John Christopher o 'Il giorno dei trifidi' di John Wyndham.
La colonna sonora del gioco è stata composta da Jessica Curry ed è stata pubblicata in Gran Bretagna con un album di 28 tracce.

## Riconoscimenti
Everybody's Gone to the Rapture ha avuto un'accoglienza positiva, ricevendo un punteggio di 78/100 basato su 81 recensioni su Metacritic.
IGN descrive il gioco come "cinque ore di esplorazione, scoperta e momenti memorabili", Multiplayer.it lo descrive come "un racconto interattivo, più che un'avventura, un prodotto realizzato in modo sapiente: eccellente dal punto di vista della narrazione, dotato di una colonna sonora straordinaria ed emozionante, di un ottimo doppiaggio in italiano e di una grafica in grado di proporre numerose variazioni sul tema giocando con le luci, le fasi della giornata e gli agenti atmosferici."
Alcune recensioni hanno però criticato la poca interattività del gioco, definendolo un mondo in cui siamo "soggetti assolutamente passivi e inermi in un ambiente di gioco arido e fin troppo scontato e risaputo."

### Premi
British Academy Games Awards (2015) 
- Audio Achievement
- Music (Jessica Curry)
- Performer (Merle Dandridge)

TIGA Games Industry Awards 2015
- Creative UK Gameplay Award

Game Audio Network Guild Awards 2016
- Best Original Soundtrack Album
- Best Dialogue
- Best Original Song: Choral ("The Light We Cast" di Jessica Curry)
- Best Original Song: Pop  ("The Mourning Tree" di Jessica Curry)

British Writers' Guild Awards 2016
- Best Writing in a Video Game (Dan Pinchbeck)

Develop Awards 2016
- Audio Accomplishment

motional Games Awards 2016
- Best Emotional Artistic Game Achievement
- Best Emotional Music